# Skäggibis
Skäggibis (Threskiornis spinicollis) är en fågel i familjen ibisar inom ordningen pelikanfåglar.

## Utseende
Skäggibisen är en 59–76 cm lång svartaktig ibis med vitt på hals och undersida, medan ovansidan är vackert glänsande. Adulta fågeln har förlängda plymer på halsen.

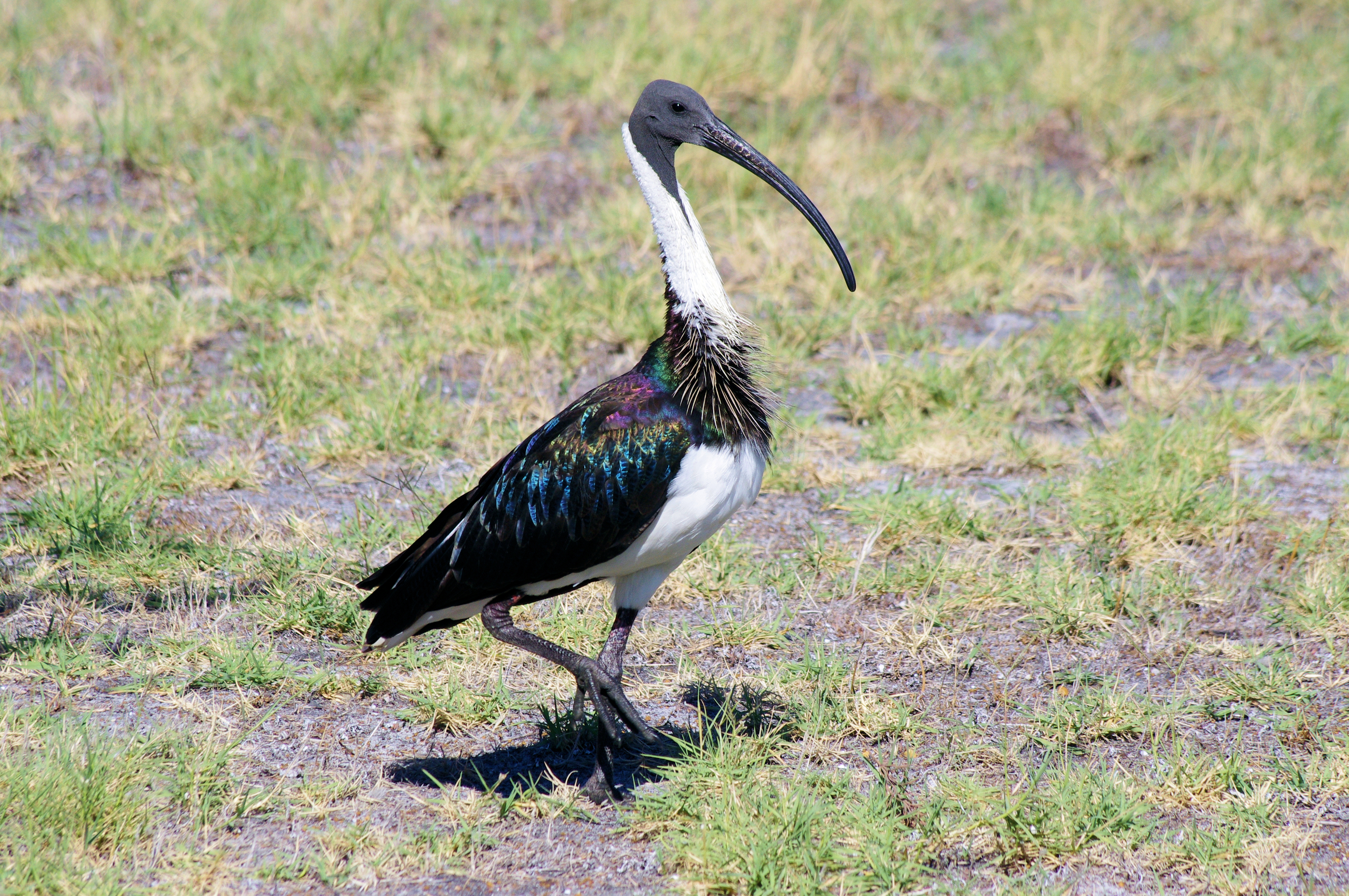

## Utbredning och systematik
Fågeln förekommer i Australien och södra Nya Guinea. Den behandlas som monotypisk, det vill säga att den inte delas in i några underarter.

## Levnadssätt
Skäggibisen hittas i betesmarker, odlingsbygd, öppna skogar och gräsmarker, ofta långt från våtmarker. Den kan även dock även ses i grunda träsk och sjöar, ibland också i tillfälligt översvämmade marker. Ibland rör den sig närmare människan i trädgårdar, soptippar och vid bondgårdar. Fågeln häckar i våtmarker, i vassbälten, buskage och träd, eller till och med på marken.

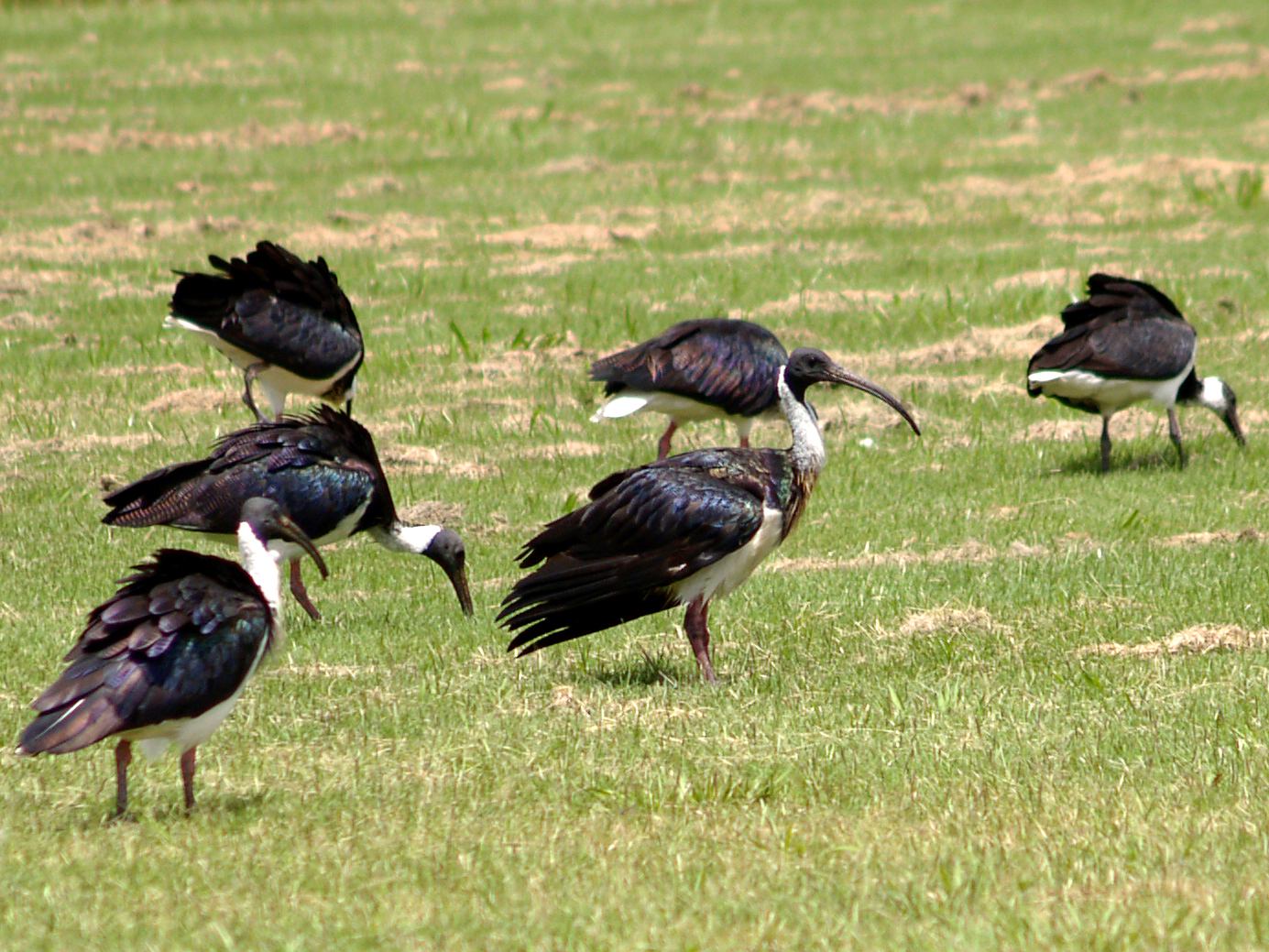

## Status och hot
Arten har ett stort utbredningsområde, men tros minska i antal, dock inte tillräckligt kraftigt för att den ska betraktas som hotad. Internationella naturvårdsunionen IUCN listar arten som livskraftig (LC).